# Línea 24 (EMT Madrid)
La línea 24 de la EMT de Madrid une la estación de Atocha con la estación de El Pozo, atravesando el Puente de Vallecas y el barrio de San Diego.

## Características

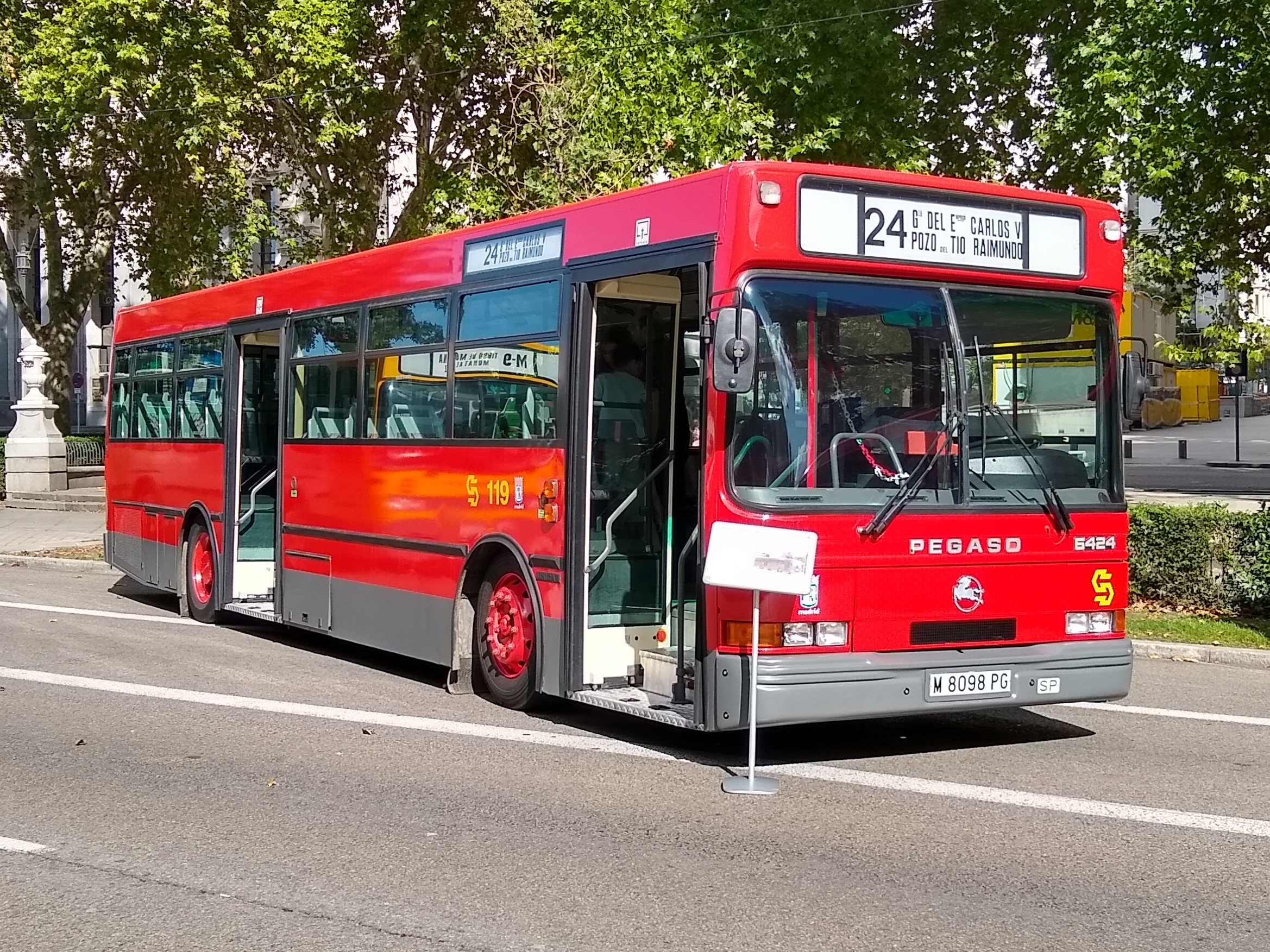
Unidad histórica expuesta en la Semana de la Movilidad

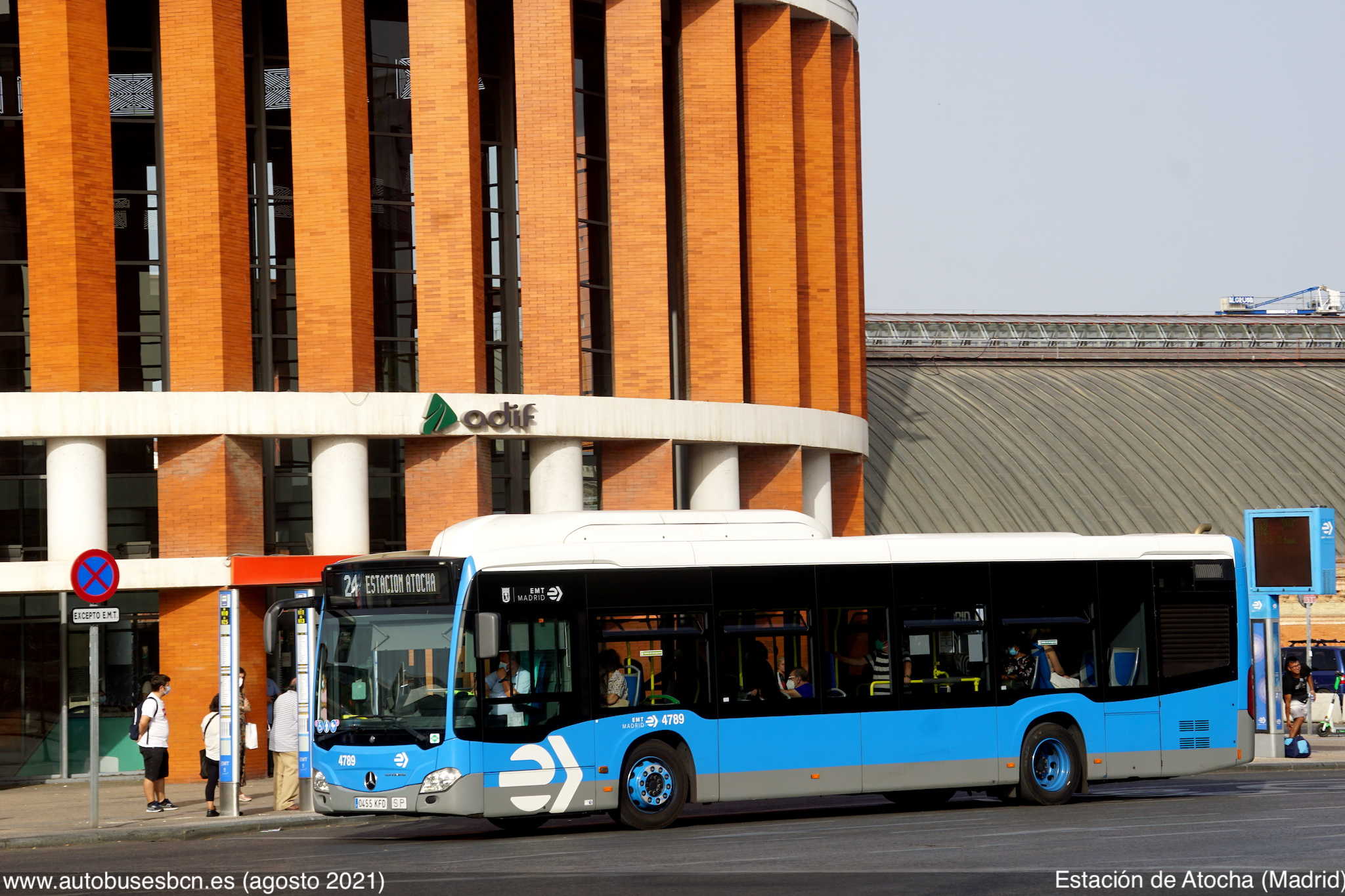
24 en la estación de Atocha, agosto de 2021.

La línea 24 acerca a los vecinos de El Pozo del Tío Raimundo al centro de Madrid, de igual manera que lo hace la línea 102. Sin embargo, la línea 24 lo hace atravesando el barrio de San Diego, apenas se adentra en el corazón del barrio de Entrevías y pasa por el intercambiador del Puente de Vallecas; mientras que la otra línea se adentra en el barrio de Entrevías y llega a su cabecera en Atocha a través del distrito de Arganzuela (calle de Méndez Álvaro) en vez del distrito de Retiro (Avenida de la Ciudad de Barcelona).
El 26 de mayo de 2014, cambia el nombre de la cabecera de Atocha por "Atocha Renfe".
El 3 de enero de 2021, volvió a cambiar su denominación, pasando a ser "Estación de Atocha - El Pozo".
El 26 de noviembre de 2024, la línea amplía su recorrido hasta la estación de El Pozo, con idénticas cabeceras a las de la línea 102.

### Frecuencias
| Lunes a viernes laborables |               |
| De 6:00 a 19:00            | 6-10 minutos  |
| De 19:00 a 23:00           | 8-15 minutos  |
| Sábados laborables         |               |
| De 6:00 a 9:00             | 14-23 minutos |
| De 9:00 a 21:00            | 11-15 minutos |
| De 21:00 a 23:00           | 12-20 minutos |
| Domingos y festivos        |               |
| De 7:00 a 10:00            | 13-23 minutos |
| De 10:00 a 21:00           | 11-15 minutos |
| De 21:00 a 23:00           | 14-20 minutos |

## Recorrido y paradas

### Sentido Estación de El Pozo
La línea inicia su recorrido en las dársenas situadas junto al acceso de cercanías de la estación de Atocha, saliendo de las mismas para incorporarse a la Avenida de la Ciudad de Barcelona.
Recorre esta avenida hasta pasar bajo el Puente de Vallecas, entrando en el distrito homónimo por la Avenida de la Albufera, que abandona enseguida al girar a la derecha bajando por la Avenida del Monte Igueldo.
Desde esta avenida gira a la izquierda por la calle Martínez de la Riva, por la que baja hasta la intersección con la calle Sierra Molina, por la que gira recorriéndola entera así como la continuación natural de ésta, la calle de Alfredo Castro Camba.
A continuación, pasa bajo la vía del tren para incorporarse a la calle Sierra de Albarracín girando a la izquierda, y al final de la misma a la calle Mejorana girando a la derecha, ya en el barrio de Entrevías. Recorre esta calle entera para girar al final a la izquierda por la calle Lagartera, que recorre hasta el final, girando de nuevo a la izquierda por la calle La Mancha, que recorre hasta llegar a la intersección con la Avenida de Entrevías.
Gira a la derecha y toma esta avenida en dirección al barrio El Pozo del Tío Raimundo. En la intersección con la Ronda Sur, entra por ésta para inmediatamente incorporarse a la calle Padre Llanos, girando enseguida a la derecha por la calle Vecinos del Pozo, que recorre entera, siguiendo por su continuación, Cabo Machichaco, hasta girar a la izquierda por la calle Andaluces del Pozo. Una vez terminada esta calle, gira a la izquierda para continuar por la calle Esteban Carros y finalmente, gira a la izquierda por la calle del Padre Llanos donde tiene su cabecera.
| Código | Parada                               | Común con                    | Conexiones con Metro y Cercanías | Otros |
| ------ | ------------------------------------ | ---------------------------- | -------------------------------- | ----- |
| 5706   | ESTACIÓN DE ATOCHA (Intercambiador)  |                              | Atocha                           |       |
| 1402   | Basílica de Atocha                   | 37 54 57 102 141             |                                  |       |
| 1404   | Metro Menéndez Pelayo                | 37 54 57 141                 | Menéndez Pelayo                  |       |
| 1406   | Junta Municipal Retiro               | 37 54 57 141                 |                                  |       |
| 1408   | Pacífico                             | 37 54 57 141                 | Pacífico                         |       |
| 1410   | Ciudad de Barcelona-Seco             | 8 10 37 54 56 57 136 141 310 |                                  |       |
| 2058   | Puente de Vallecas                   | 8 10 37 54 56 57 136 141 310 | Puente de Vallecas               |       |
| 2059   | Monte Igueldo                        | 10 111 310                   |                                  |       |
| 2091   | Martínez de la Riva                  | 10 111 310                   |                                  |       |
| 2184   | Martínez de la Riva-Sierra Carbonera | 111 310                      |                                  |       |
| 2093   | Sierra Molina-Sancho Panza           |                              |                                  |       |
| 2188   | Sierra Molina-San Diego              |                              |                                  |       |
| 2190   | Pintor Sorolla                       |                              |                                  |       |
| 2192   | Mejorana                             |                              |                                  |       |
| 5436   | Mejorana-Lagartera                   |                              |                                  |       |
| 2194   | Lagartera                            |                              |                                  |       |
| 1096   | Plaza de las Regiones                | 103 111                      |                                  |       |
| 2196   | Entrevías Cercanías                  |                              | Asamblea de Madrid-Entrevías     |       |
| 2198   | Avenida de Entrevías-La Serena       |                              |                                  |       |
| 2200   | Avenida de Entrevías-Vedra           |                              |                                  |       |
| 2202   | Avenida de Entrevías-Ronda Sur       |                              |                                  |       |
| 2204   | Vecinos del Pozo                     | 102 180                      |                                  |       |
| 2205   | Cabo Machichaco                      | 102 180                      |                                  |       |
| 2206   | El Pozo                              | 102                          |                                  |       |
| 4841   | Esteban Carros-Cooperativa Eléctrica | 102 180                      |                                  |       |
| 51078  | Padre Llanos-Esteban Carros          | 180                          | El Pozo                          |       |

### Sentido Estación de Atocha
La línea inicia su recorrido en la calle del Padre Llanos, en el barrio de El Pozo del Tío Raimundo, desde donde gira una pequeña glorieta y cuando termina la calle, gira a la derecha, por la calle Esteban Carros para girar de nuevo a la izquierda por la Avenida de las Glorietas. Después de recorrer casi entera la avenida gira a la derecha por la calle Vecinos del Pozo e inmediatamente a la izquierda por la calle de la Cooperativa Eléctrica, que recorre hasta desembocar en la Ronda Sur, por la cual sale a la Avenida de Entrevías.
Desde este punto, el recorrido es igual al de ida pero en sentido contrario hasta que llega a la intersección con la calle La Mancha, donde sigue por la Avenida de Entrevías hasta tomar la calle Conde Rodríguez San Pedro.
De nuevo sigue el mismo recorrido de la ida en sentido contrario pasando por la calle Mejorana hasta que, tras pasar bajo las vías del tren, toma brevemente la calle Pintor Sorolla para girar a la derecha por la calle Manuel Maroto, que recorre entera así como su prolongación natural, la calle del Párroco Don Emilio Franco.
Al final de esta calle llega de nuevo a la calle Martínez de la Riva, que recorre hasta la intersección con la calle Arroyo del Olivar, pasando brevemente por esta última antes de girar a la derecha por la calle Puerto Alto, por la que sale a la Avenida de la Albufera.
Desde la Avenida de la Albufera, y pasando bajo el Puente de Vallecas, su recorrido es de nuevo igual al de ida pero en sentido contrario hasta que llega a su cabecera en la estación de Atocha.
| Código | Parada                                 | Común con                    | Conexiones con Metro y Cercanías | Otros |
| ------ | -------------------------------------- | ---------------------------- | -------------------------------- | ----- |
| 51078  | Padre Llanos-Esteban Carros            | 180                          | El Pozo                          |       |
| 4842   | Esteban Carros-Cooperativa Eléctrica   | 102                          |                                  |       |
| 2207   | Avenida de las Glorietas               | 102                          |                                  |       |
| 2208   | Cooperativa Eléctrica                  | 102                          |                                  |       |
| 2209   | Ronda Sur-Depósito de Agua             | 102                          |                                  |       |
| 2203   | Avenida de Entrevías-Ronda Sur         |                              |                                  |       |
| 2201   | Avenida de Entrevías-Vedra             |                              |                                  |       |
| 2199   | Avenida de Entrevías-La Serena         |                              |                                  |       |
| 5332   | Avenida de Entrevías-Membézar          |                              |                                  |       |
| 2197   | Entrevías Cercanías                    |                              | Asamblea de Madrid-Entrevías     |       |
| 2195   | Conde Rodríguez-San Pedro              |                              |                                  |       |
| 2193   | Mejorana                               |                              |                                  |       |
| 2191   | Pintor Sorolla                         |                              |                                  |       |
| 2189   | Manuel Maroto-San Diego                |                              |                                  |       |
| 4674   | Párroco Emilio Franco-Palomeras        |                              |                                  |       |
| 2185   | Párroco Emilio Franco-Martínez la Riva |                              |                                  |       |
| 2061   | Martínez de la Riva                    | 111 310                      |                                  |       |
| 1002   | Junta Municipal Puente de Vallecas     | 10 54 57 58 111 136 310      |                                  |       |
| 2057   | Puente de Vallecas                     | 8 54 57 141                  | Puente de Vallecas               |       |
| 1411   | Ciudad de Barcelona-Seco               | 8 10 37 54 56 57 136 141 310 |                                  |       |
| 1409   | Pacífico                               | 37 54 57 141                 | Pacífico                         |       |
| 1407   | Junta Municipal Retiro                 | 37 54 57 141                 |                                  |       |
| 1405   | Metro Menéndez Pelayo                  | 37 54 57 141                 | Menéndez Pelayo                  |       |
| 1403   | Basílica de Atocha                     | 37 54 57 141                 |                                  |       |
| 5706   | ESTACIÓN DE ATOCHA (Intercambiador)    |                              | Atocha                           |       |